# Рафаель Нуньєш
Рафаель Тейшейра Рамос Нуньєш (нар. 3 березня 2006, Бразилія) — бразильський футболіст, воротар молодіжної команди «Фламенгу», який виступає в оренді в житомирському «Поліссі».

## Життєпис
Вихованець академії «Крузейро». У 2022 році перебрався до структури «Фламенгу», у складі якого виступав за юнацьку та молодіжну команду. У складі команди U-20 у квітні 2023 року провів 5 поєдинків у Кубку покоління MLS.
На початку березня 2023 року перейшов в оренду до «Полісся», але одразу ж був відправлений до резервної команди набиратися досвіду. У дорослому футболі дебютував 11 квітня 2025 року в переможному (3:0) домашньому поєдинку групи А Другої ліги України проти «Вільхівців». Рафаель вийшов на поле на 54-й хвилині замість Данила Сунцова.